# Улица Спасателей (Чернигов)
Улица Спасателей (до 2023 года — улица Олега Кошевого) (укр. Вулиця Рятувальників) — улица в Деснянском районе города Чернигова. Пролегает от проспекта Мира до улицы Волковича, исторически сложившаяся местность (район) Ремзавод.
Примыкают улицы Гастелло, Матросова, Авиаторов

## История
В июне 1948 года был основан «171 Черниговский ремонтный завод» для ремонта специальной автомобильной техники по обслуживанию летающих аппаратов и аэродромов.   
Улица проложена после Великой Отечественной войны в 1950-е годы. Изначально была застроена парная сторона 2-этажными домами, непарная — усадебными домами. Затем был застроен квартал многоэтажной застройки после примыкания улицы Авиаторов (2-го проезда) для работников 171 ремонтного завода. 
Называлась улица Олега Кошевого — в честь Героя Советского Союза, члена подпольной организации «Молодая гвардия», уроженца Черниговщины Олега Васильевича Кошевого. После вхождения в черту города Чернигова села Коты в декабре 1973 года, появилась ещё одна улица Олега Кошевого, которая в апреле 1974 года была переименована на улицу Тюленина.
С целью проведения политики очищения городского пространства от топонимов, которые возвеличивают, увековечивают, пропагандируют или символизируют Российскую Федерацию и Республику Беларусь, 21 февраля 2023 года улица получила современное название — в честь украинских спасателей — сотрудников Государственной службы Украины по чрезвычайным ситуациям, согласно Решению Черниговского городского совета № 29/VIII-7 «Про переименование улиц в городе Чернигове» («Про перейменування вулиць у місті Чернігові»).

## Застройка
Парная сторона улицы занята малоэтажной жилой (2-этажные дома) и частично усадебной застройкой, непарная — усадебной застройкой; кроме того есть три 5-этажных дома (№№ 1/193, 3, 6). Конец улицы непарная сторона, после пересечения с улицей Волковича — квартал многоэтажной застройки (5-этажные и один 9-этажный дома), который тянется на юго-восток к кварталу Лётной улицы. Между пересечением улиц Кошевого и Волковича до улицы Курсанта Еськова — нежилая застройка (171-й завод). 
Дом № 4 — 2-этажный, кирпичный, оштукатуренный, прямоугольный в плане квартирный дом; фасад со стороны улицы имеет ризалит, который завершается фронтоном; над тремя центральными окнами ризалита первого этажа — треугольный фронтон на кронштейнах. Дома №№ 18, 20, 22 — 2-этажные, кирпичные, прямоугольные в плане квартирные дома, четырёхскатные крыши с люкарнами. 
Территория ГП «171 Черниговский ремонтный завод» (дом № 1) занимает парную сторону улицы Волковича; имеет № 1 при том, что расположено в конце улицы. Большая часть территории занята другими предприятиями, например «Десна-авто», «Кранспецсервис» (дом № 1 корпус 8 цех № 3), парковкой.
Учреждения:
1. дом № 1 — государственное предприятие «171 Черниговский ремонтный завод»
2. дом № 8А — детсад № 53